# Overture (栗林みな実のアルバム)
『Overture』（オーバーチュア）は、栗林みな実の1枚目のアルバム。2004年12月1日にLantisから発売された。

## 概要
『君が望む永遠』の主題歌、挿入歌などを中心に構成されており、オリジナル曲も若干収録されている。シングルカットされていない楽曲が多い。overtureとは、栗林みな実にとっての序章を意味している。

## 収録曲
1. Precious Memories
作詞・作曲：栗林みな実／編曲：飯塚昌明
シングル「Precious Memories」収録。テレビアニメ『君が望む永遠』オープニング曲。栗林初のヒット曲であり、最初のアニメソング。
2. Blue tears
作詞：栗林みな実／作曲・編曲：飯塚昌明
シングル「Blue tears」収録。PCゲーム『君が望む永遠〜DVD specification〜』オープニング曲。シングルはかつて、『君が望む永遠』の製作ブランド「アージュ」の通販でのみ販売されていた。
3. いっしょにいたいね
作詞・作曲：栗林みな実／編曲：飯塚昌明
ドラマCD『君が望む永遠 Dramatheater vol.2 速瀬水月』収録。『君が望む永遠』のヒロイン「涼宮遙」のイメージソング。
4. 風のゆくえ
作詞・作曲：栗林みな実／編曲：飯塚昌明
シングル「風のゆくえ/yours」収録。PS2ゲーム『君が望む永遠〜Rumbling hearts〜』オープニング曲。
5. yours
作詞：江幡育子／作曲・編曲：飯塚昌明
シングル「風のゆくえ/yours」収録。DCゲーム『君が望む永遠』オープニング曲。
6. HAPPY♥BIRTHDAY
作詞：栗林みな実／作曲・編曲：飯塚昌明
オリジナル曲。シングル「マブラヴ BASXI Ver.」収録。
7. Rumbling hearts
作詞：栗林みな実／作曲：清水永之、飯塚昌明／編曲：飯塚昌明
『君が望む永遠』主題歌。栗林の事実上のデビュー曲。シングルカットはされていないが、『君が望む永遠 Soundtrack plus』や『SONGS FROM âge』など多数のサウンドトラック、ボーカルアルバム、ドラマCDに収録されている。またアレンジ版も多く、『君が望む永遠 Dramatheater vol.3 涼宮茜』と『SONGS FROM âge』にはアコースティックバージョン、『君が望む永遠 Dramatheater vol.1 涼宮遙』には石橋朋子とのツインボーカルバージョン、「マブラヴ BASXI Ver.」にはBASXIアレンジバージョンが収録されている。
8. 星空のワルツ
作詞・作曲：栗林みな実／編曲：岩崎琢
シングル「君が望む永遠 Portrait*2 遙」収録。テレビアニメ『君が望む永遠』エンディング曲。
9. ひとことだけの勇気
作詞：江幡育子／作曲・編曲：飯塚昌明
PCゲーム『君が望む永遠〜special FanDisk〜』挿入歌。
10. I will
作詞：栗林みな実／作曲・編曲：飯塚昌明
PCゲーム『マブラヴ』エクストラ編エンディング曲。『マブラヴ オリジナルサウンドトラック』収録。
11. 遙かなる地球の歌
作詞：江幡育子／作曲・編曲：飯塚昌明
PCゲーム『マブラヴ』アンリミテッド編エンディング曲。『マブラヴ オリジナルサウンドトラック』収録。
12. マブラヴ
作詞：江幡育子／作曲：SAGE KOIZUMI／編曲：磯江俊道
シングル「マブラヴ」収録。PCゲーム『マブラヴ』オープニング曲。